# Großhündlbach
Großhündlbach ist ein Gemeindeteil der Gemeinde Fraunberg, Landkreis Erding, Oberbayern.

## Lage
Das Dorf liegt rund drei Kilometer südöstlich von Fraunberg. Durch den Ort verläuft der Hündlbach, der drei Kilometer westlich bei Grafing in die Strogen mündet.

## Bodendenkmäler
- Burgstall Großhündlbach
- Abschnittsbefestigung Großhündlbach